# Château Neuhaus
Le château Neuhaus (Schloß Neuhaus, ce qui signifie « Maison Neuve » en allemand) est un château d'architecture Renaissance de la Weser en Allemagne qui est situé à Schloss Neuhaus, faubourg dépendant de la ville de Paderborn en Westphalie. C'était la résidence officielle des princes-évêques de Paderborn, jusqu'à la dislocation du Saint-Empire romain germanique au début du XIXe siècle.

## Historique

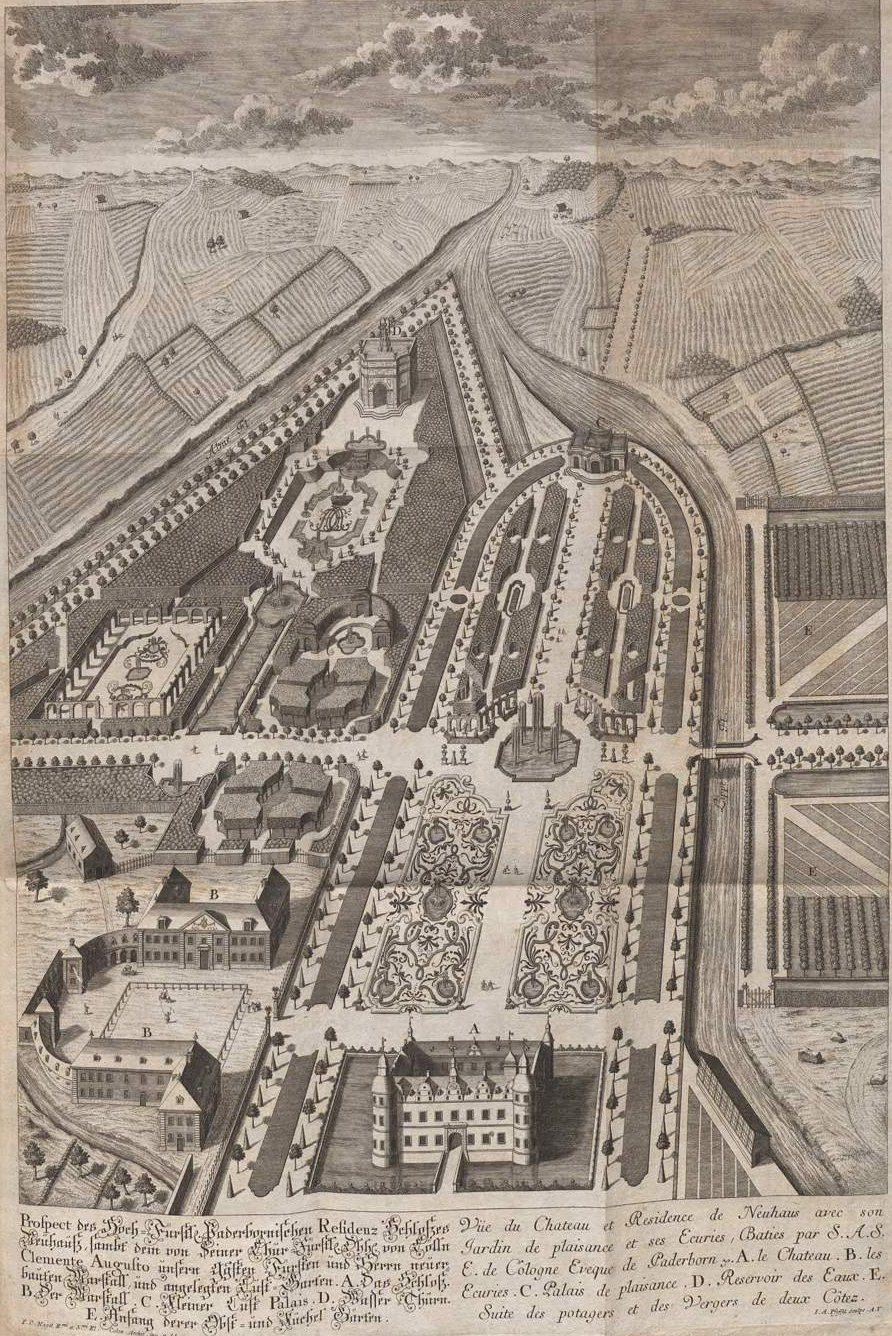
Vue du château avec son jardin à la française en 1736.

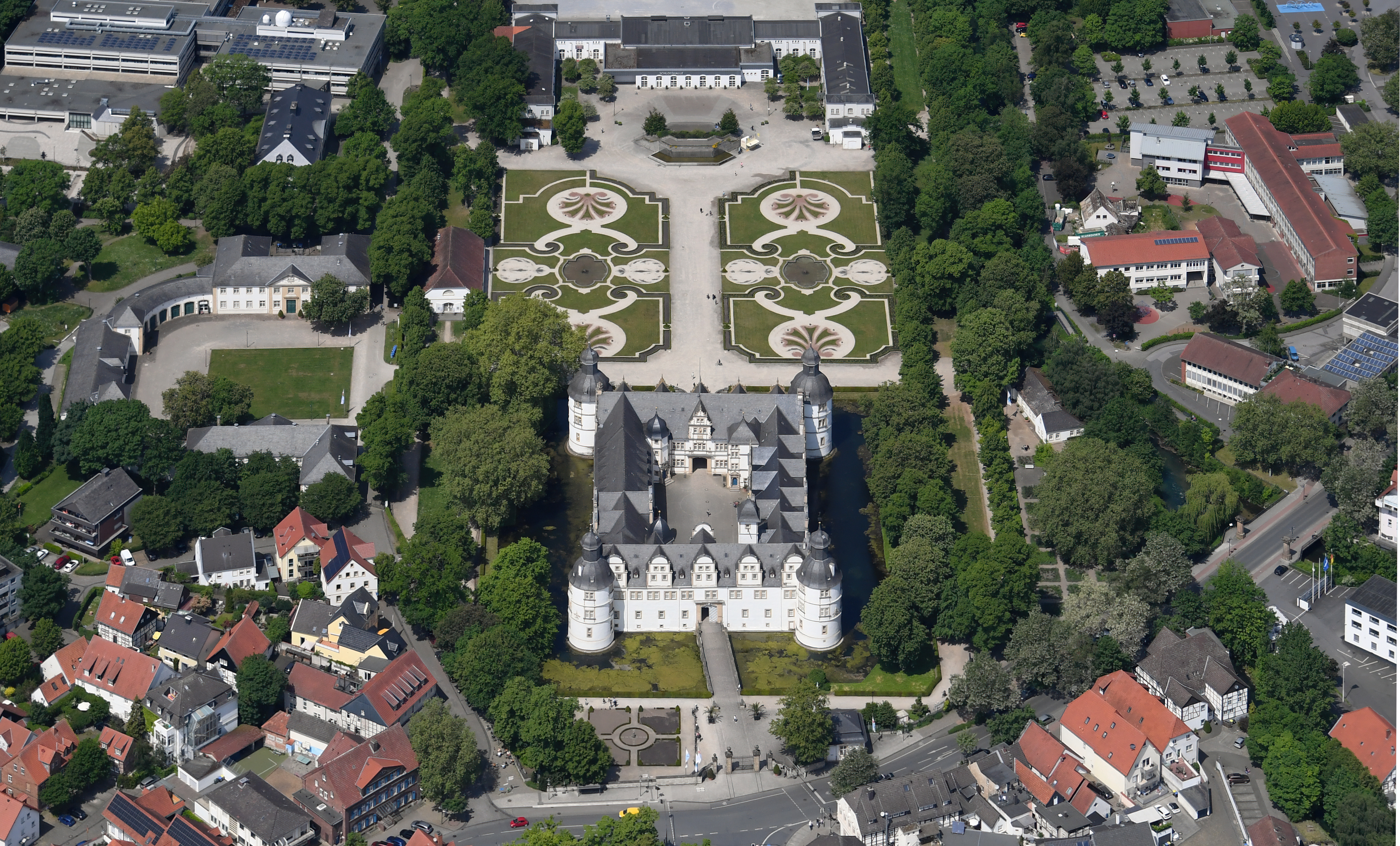
Vue aérienne du château avec son jardin

La première mention écrite de l'endroit (Neuhaus) date de 1036. L'évêque de Paderborn y érige une maison fortifiée en 1257. Elle se trouve à 4 kilomètres au nord-ouest de la ville-même de Paderborn. Le prince-évêque Heinrich von Spiegel zum Desenberg (de) y transfère sa résidence officielle, à cause de difficultés survenues avec les bourgeois de la ville. Neuhaus demeure la résidence officielle des princes-évêques, jusqu'à l'annexion de leur principauté par le royaume de Prusse en 1802. La partie la plus ancienne de la résidence, la Maison Spiegel, est dénommée ainsi d'après Heinrich von Spiegel. 
Sous le règne d'Éric II, le maître d'œuvre Jörg Unkair (de) érige entre 1524 et 1526 la Maison Brunswick (Haus Braunschweig) qui constitue aujourd'hui la façade d'honneur.
Hermann V de Wied fait quant à lui bâtir la Maison Cologne (Hauses Köln) en 1534 afin de réunir les deux bâtiments, jusqu'alors séparés, puis le prince-évêque Rembert von Kerssenbrock (de) fait construire entre 1548 et 1560 la Maison Kerssenbrock (Haus Kerssenbrock).
Enfin en 1590, Dietrich von Fürstenberg agrandit l'ensemble avec les quatre côtés actuels. La surface du château est ainsi doublée et quatre tours rondes d'angle sont érigées.
C'est sous le règne de Clément-Auguste, qu'un jardin à la française est aménagé. Les grenadiers du régiment d'infanterie de Paderborn (de) servent de garde au château. Celui-ci est endommagé pendant la Guerre de Sept Ans (1756-1763).
Après la paix de Lunéville, le royaume de Prusse annexe la principauté en 1802, en compensation de territoires perdus sur la rive gauche du Rhin. C'est la fin du règne des princes-évêques.
Après l'annexion et un court intermède entre 1807 et 1813, à l'époque des Français (de) (Franzosenzeit), où le territoire est dévolu à la couronne de Westphalie, le château sert de caserne et abrite la garnison d'unités de cavalerie successives, comme le 4e régiment de cuirassiers (de), le 1er escadron (du 6 octobre 1820 jusqu'en 1833), le 8e régiment de hussards (de) (1851 à 1919), le 15e régiment à cheval de Prusse (1921 à 1945), avec son école d'officiers de cavalerie renommée.
Après l'armistice de 1945, la région devient zone d'occupation britannique et les officiers de l'armée britannique du Rhin s'installent au château.
En 1957, le village de Neuhaus est officiellement rebaptisé en Schloss Neuhaus (Château Neuhaus) pour fêter le jubilé du château. Les Britanniques quittent le château en 1964 et le laissent pour un mark symbolique à la commune.

## Illustrations

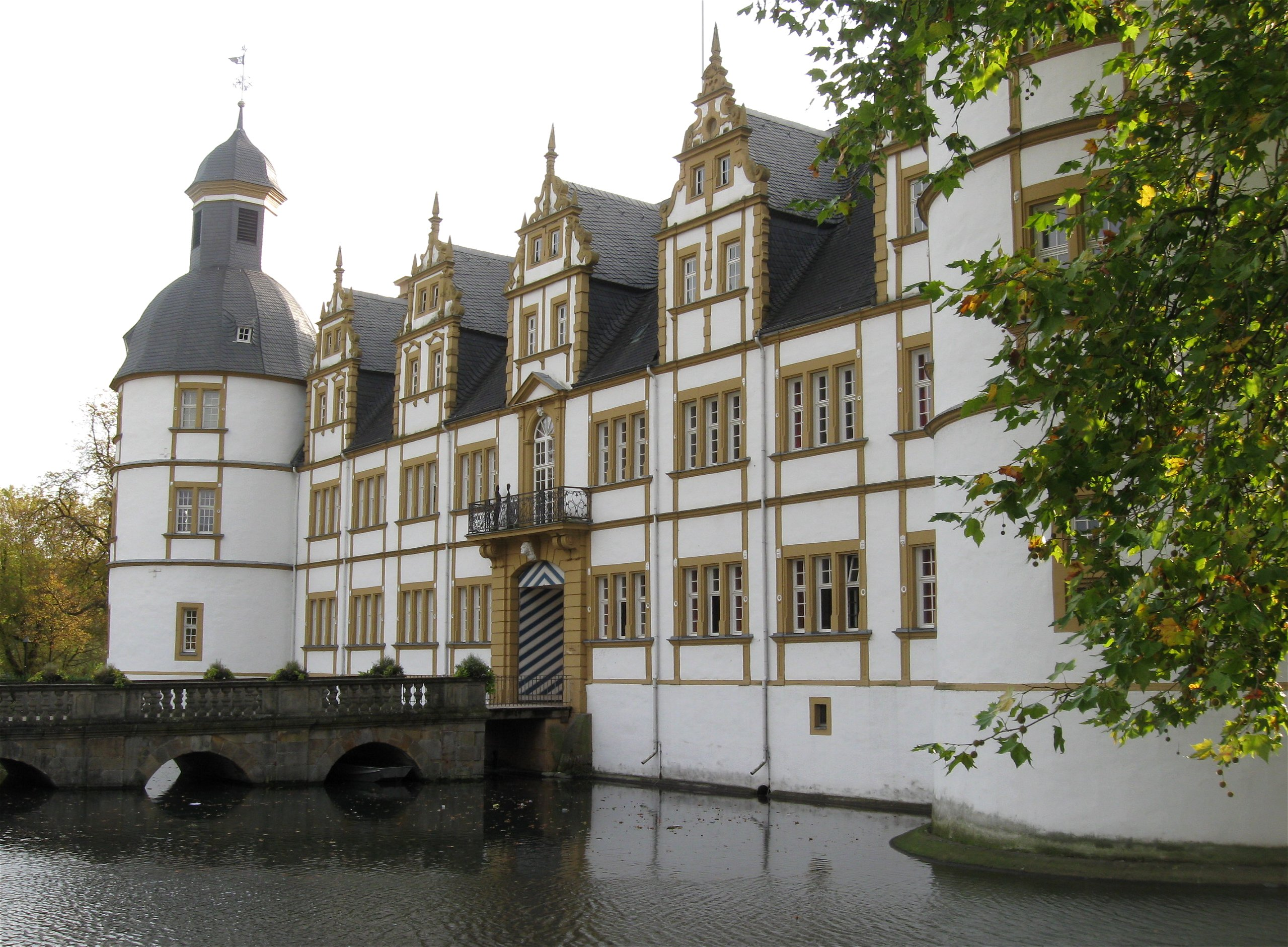
Pont
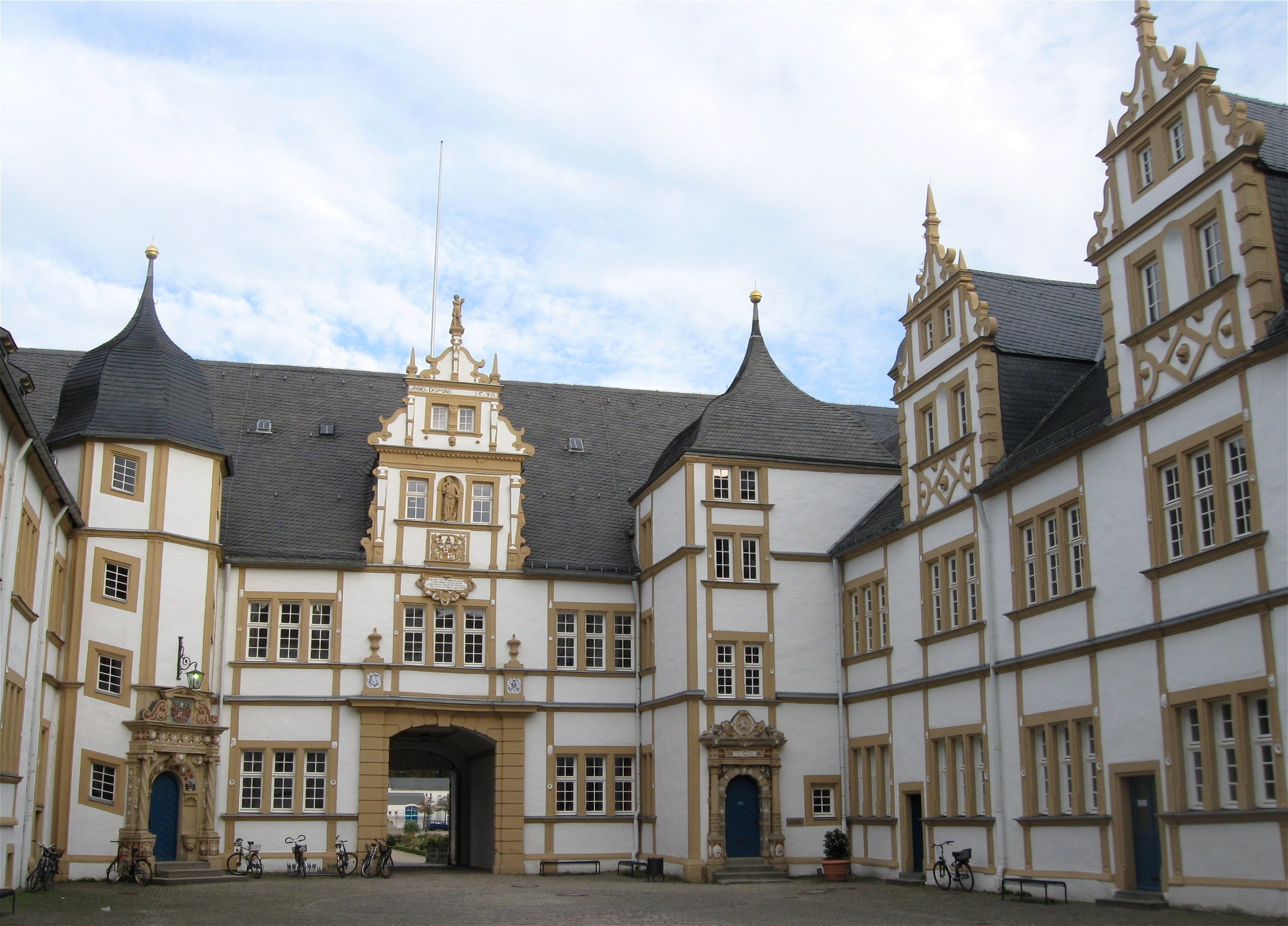
Cour intérieure
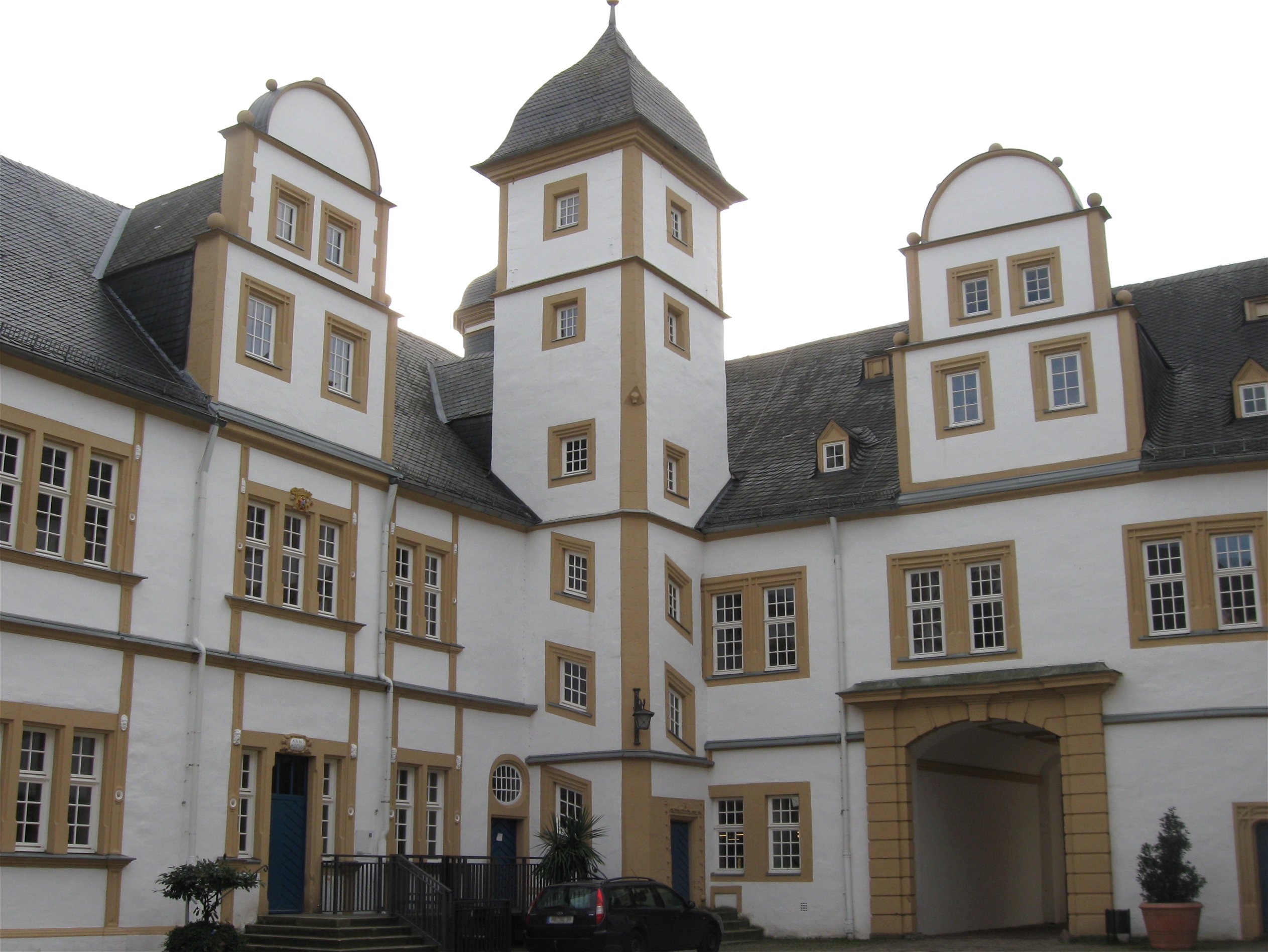
Cour d'honneur
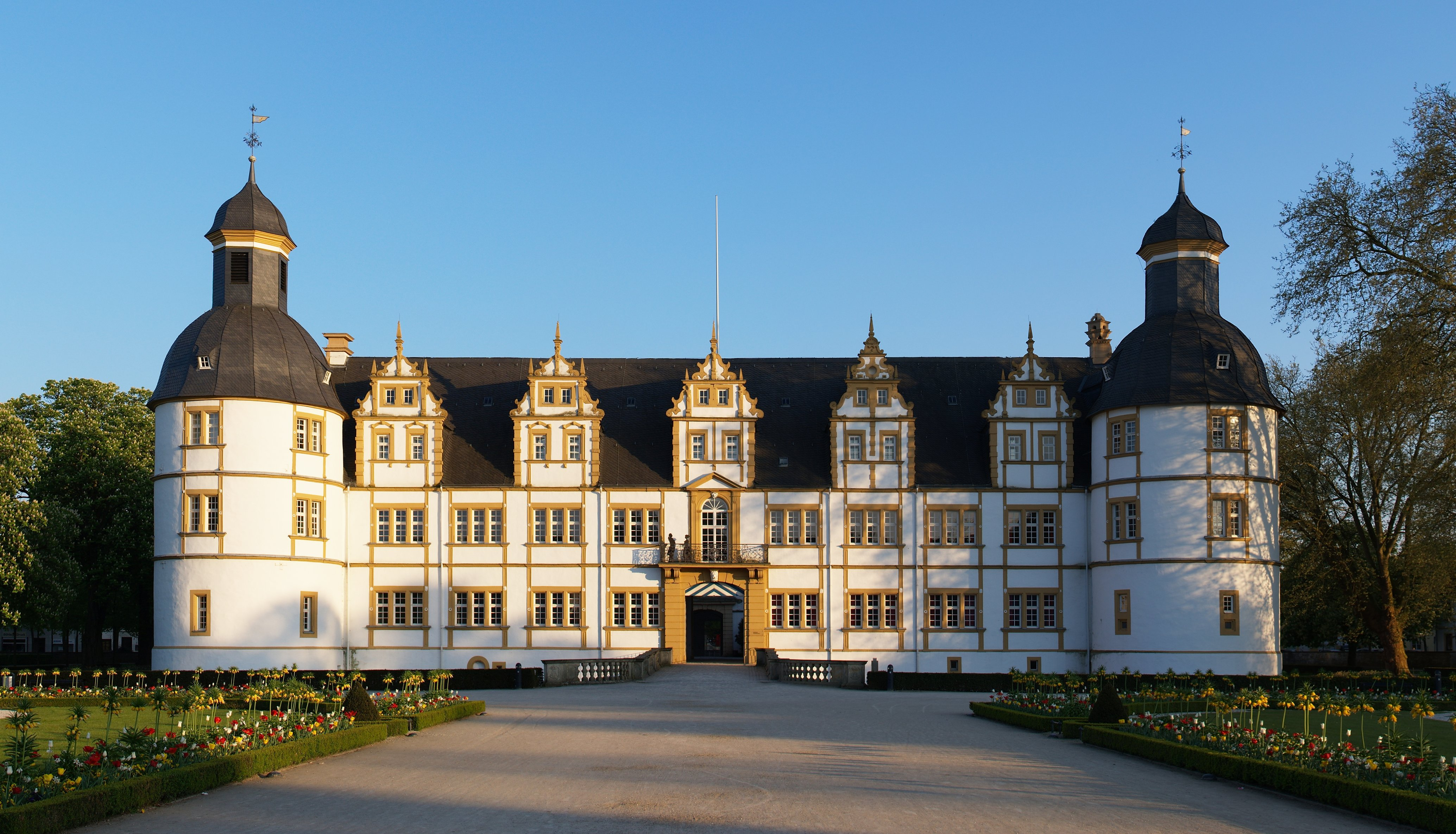
Façade d'honneur
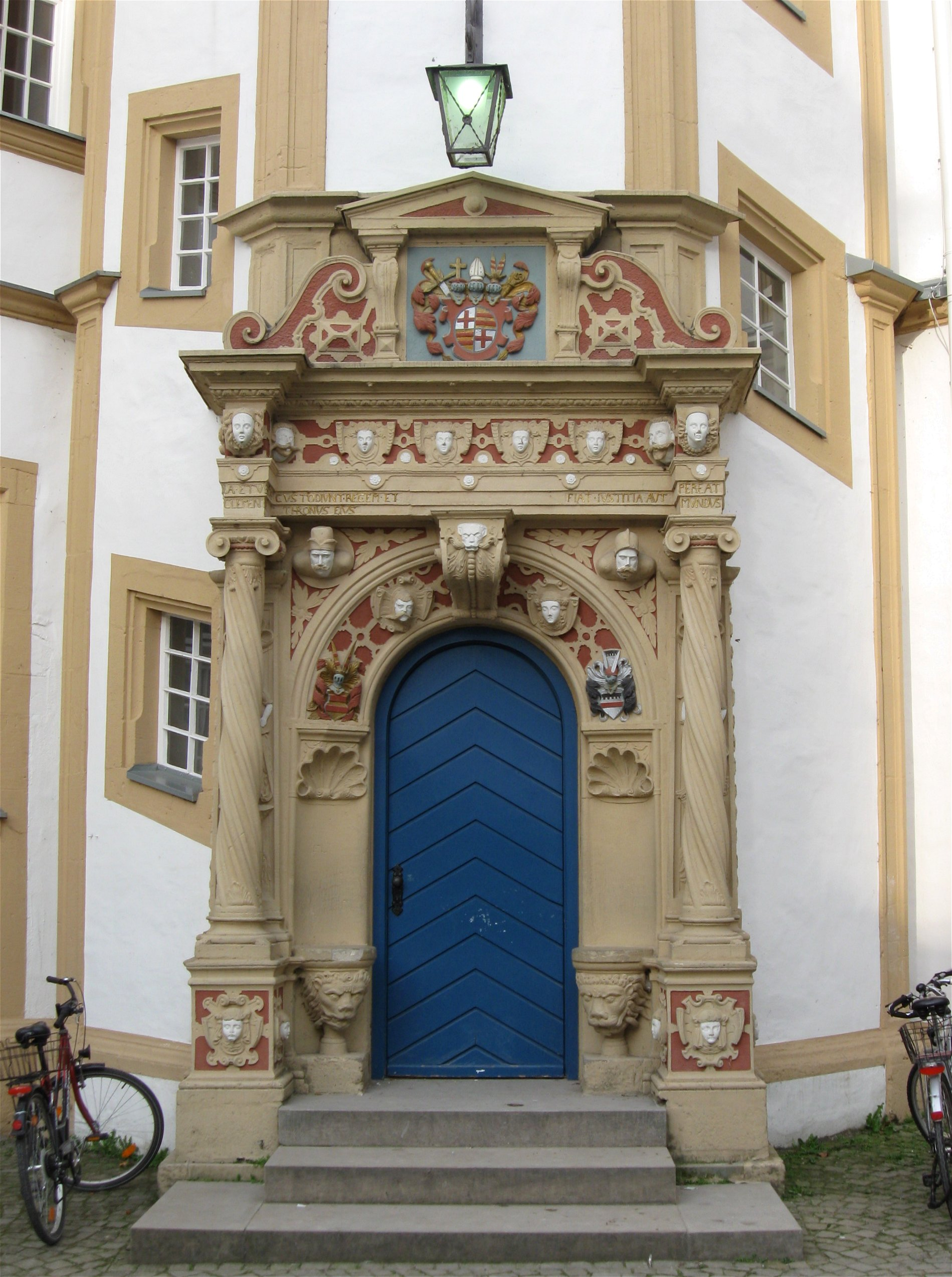
Portail de la tour d'escalier
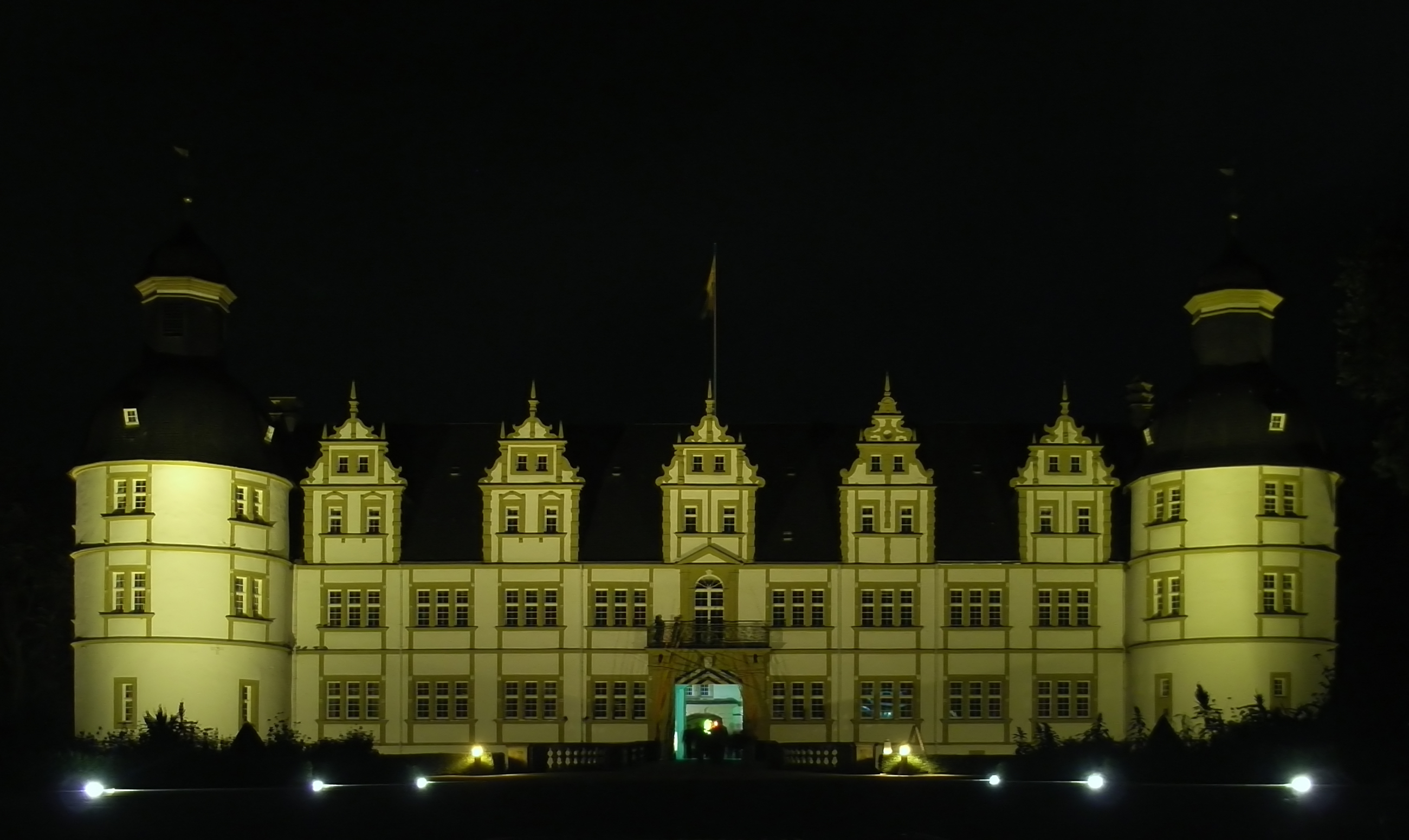
Vue nocturne